# Ftalato
Os ftalatos são um grupo de compostos químicos derivados do ácido ftálico, tal como o cloro ftalato, utilizado como aditivo para deixar o plástico mais maleável. Tal grupo de compostos é tido como cancerígeno, podendo causar danos ao fígado, rins e pulmão, além de anormalidade no sistema reprodutivo. Também provocam alterações hormonais, por suas propriedades xenoestrógenas, como o crescimento das mamas e nádegas nos homens. Dentre os ftalatos existentes, o DEHP (ftalato de di-2-etilhexila) é um dos mais difíceis de serem biodegradados. No Brasil, ainda não existem leis que regulamentem o lançamento dos ftalatos no meio ambiente, apenas restrições ao uso em algumas áreas, como brinquedos infantis. Nos EUA ainda não há uma legislação de restrição ao uso de ftalatos, e a Comunidade Europeia, como medida preventiva, determinou a retirada desse componente.